# Henry Meyer (Musiker)
Henry W. Meyer, geboren als Heinz Meyer (* 29. Juni 1923 in Dresden; † 18. Dezember 2006 in Cincinnati, Ohio) war ein deutsch-US-amerikanischer Violinist und von 1949 bis 1988 Mitglied (2. Violine) des LaSalle String Quartet.

## Leben
Der Sohn des kurz vor Kriegsende 1945 im KZ Dachau umgekommenen Musikpädagogen und Musikers Harry Meyer (1891–1945) und ältere Bruder des Ende März 1943 in Auschwitz ermordeten Jungmusikers Fritz Meyer (1925–1943) war schon als Kind ein bewunderter Geiger von großem Talent. Seine Lehrer waren sein Vater und Jan Dahmen von der Semperoper. Schon im Alter von acht Jahren spielte Heinz Meyer in der Dresdner Philharmonie. Doch im Jahre 1933 mit der Machtergreifung des NS-Regimes endeten seine Hoffnungen wegen seiner jüdischen Herkunft.
Im Jahr 1936 ging er deshalb nach Prag, um am Konservatorium seine Ausbildung fortzusetzen. Doch auch hier wurde er diskriminiert, weil Juden nicht in Orchestern auftreten durften. So blieb ihm der Jüdische Kulturbund übrig, wo er spielen konnte. Von Dresden aus erfolgte 1938 eine Einladung, als Solist bei einem Konzert aufzutreten. Aber an diesem Tag, dem 9. November, ereigneten sich die Pogrome, wobei sein Vater untertauchte und er verhaftet wurde.
Sein Vater stellte sich den NS-Behörden, um seinen Sohn zu befreien. Aber Henry wurde in das KZ Buchenwald verschleppt. Schon im KZ und nach seiner Freilassung wurde er immer wieder von der SS geschlagen. Als er nach London ausreisen wollte, begann gerade der Krieg, so dass er wieder zurückkehren musste.
Nachdem sein Vater und seine Mutter im Zuge der ab 1942 beginnenden Deportationen verschleppt worden waren, blieben er und sein Bruder, der Pianist Fritz Meyer, in Dresden zurück. Hier waren sie vielfältigen Drangsalierungen und Tätlichkeiten der Gestapo und SS ausgeliefert. 1943 wurden sie ins KZ Auschwitz deportiert, wo sein Bruder Fritz ermordet wurde. Im KZ Auschwitz-Birkenau hatte er das Glück, in einem Häftlingsorchester spielen zu können. Ein jüdischer Arzt hatte ihm die Papiere eines Toten überschrieben, so dass er als einer der wenigen seinem von der SS bestimmten Tod entkommen konnte.
Gegen Ende 1944 wurde er ins KZ Sachsenhausen verlegt, um dann anschließend zwei Tage später ins KZ Buchenwald transportiert zu werden. Dort wurde er ins Zwangsarbeitslager Ohrdruf, ein Außenlager von Buchenwald, verlegt. Durch einen Zufall konnte er einen Bericht einsehen, wonach alle Juden erschossen werden sollten. So nutzte er eine Möglichkeit der Flucht und ging eine Woche lang nach Westen auf die amerikanische Front zu.
Bei den US-Truppen hatte er die Möglichkeit, mit General Patton zu sprechen, der ihn nach Paris wegen besonderer Verhöre überstellte. Dort traf er auch mit General Eisenhower zusammen. In Paris blieb er bis 1948, um dann in die USA überzusiedeln. In New York erhielt er einen Platz an der Juilliard School of Music. Hier traf er die aus Berlin stammenden Geiger Walter Levin und Peter Kamnitzer, mit denen er 1949 in das von Walter Levin 1946 gegründete LaSalle String Quartet eintrat. In Deutschland trat das Quartett erstmals im Jahr 1954 auf. Bis zur Auflösung im Jahr 1988 spielten sie zusammen in diesem Quartett. Meyer war später als Professor an der University of Cincinnati im College-Conservatory of Music Cincinnati (CCM) tätig.

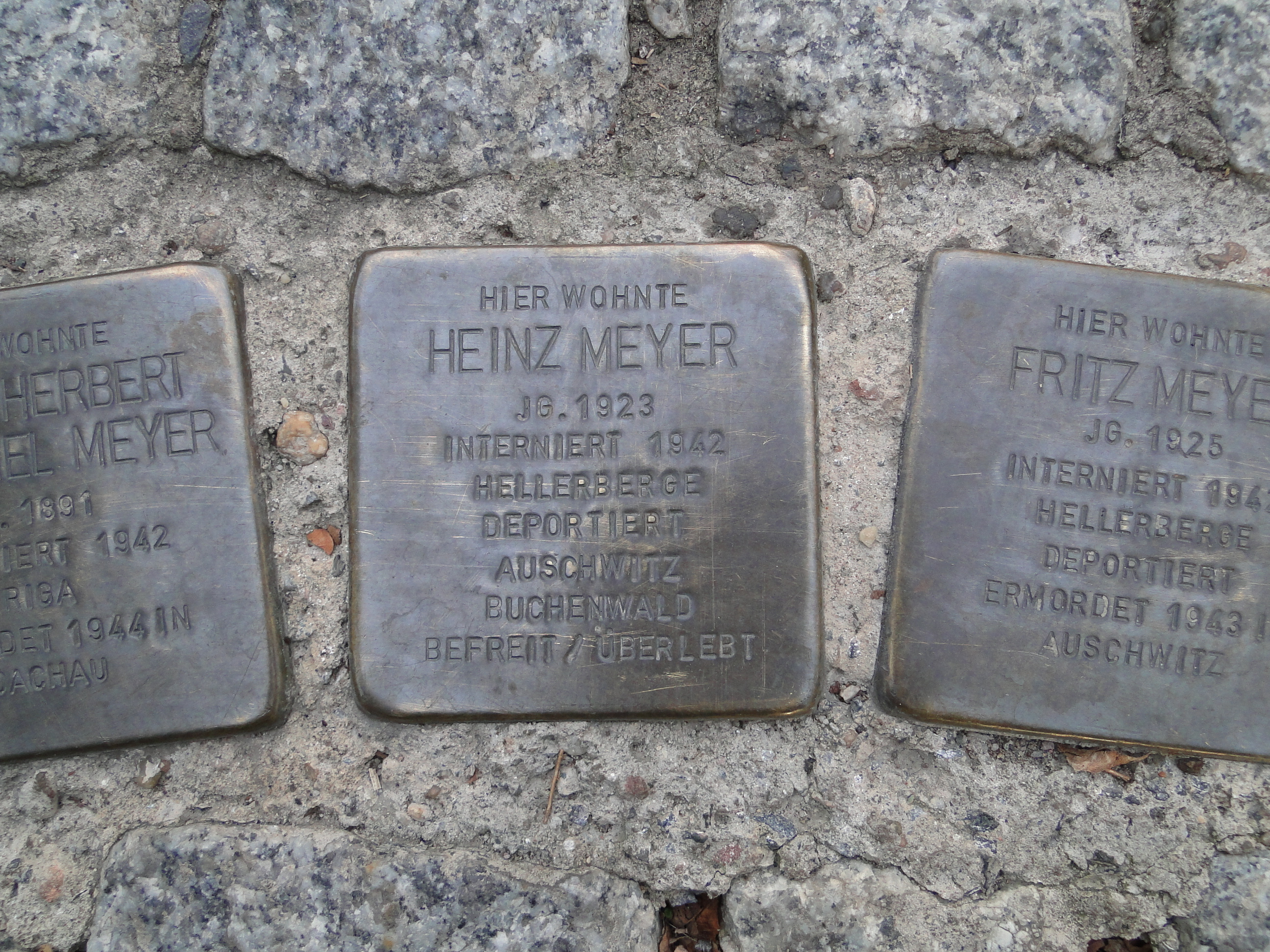
Stolperstein für Henry Meyer in Dresden

2004 wurde er in einen schweren Unfall verwickelt, aber er konnte sich noch einmal davon erholen. Am 18. Dezember 2006 verstarb er an Herzversagen im Christ Hospital. Seinen letzten Wohnsitz hatte er in Cincinnati im Deupree House im Hyde Park.